# Vorochilov (croiseur)
Pour les articles homonymes, voir Vorochilov (homonymie).
Le Vorochilov (russe : Ворошилов) est un croiseur de la classe Kirov (projet 26) en service dans la marine soviétique pendant la Seconde Guerre mondiale et la guerre froide. 

## Historique
Le Vorochilov bombarde les troupes allemandes lors du siège d'Odessa avant d'être gravement endommagé en novembre 1941 par des bombardiers allemands. 
À son retour des réparations en mars 1942, le Vorochilov soutient les troupes soviétiques pendant le siège de Sébastopol, l'opération Kertch-Feodossia et les débarquements amphibies à Novorossiïsk (tête de pont de Malaïa Zemlia) fin janvier 1943,,,.
Sa participation active à la guerre s'achève en octobre 1943 lorsque trois destroyers sont perdus lors d'attaques aériennes, Joseph Staline interdisant dorénavant les missions nécessitant le déploiement de grands navires sans sa permission.
Après la guerre, le Vorochilov est converti en navire d'essai de missiles avant d'être vendu pour démolition en 1973.
L'hélice de 14 tonnes et son ancre de 2,5 tonnes sont exposées au Musée de la défense héroïque et de la libération de Sébastopol sur le mont Sapoune à Sébastopol.

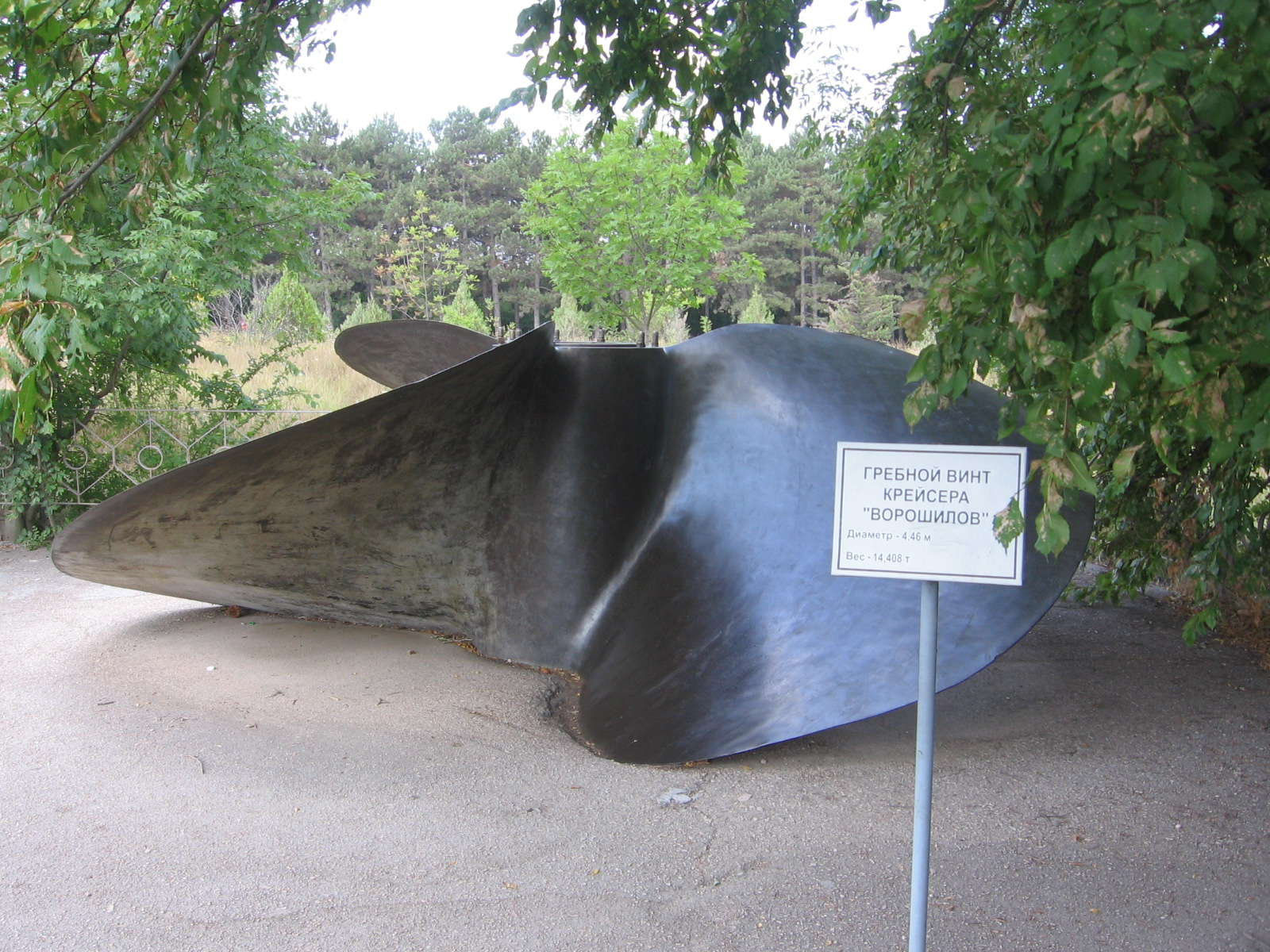
L'hélice de 14 tonnes du Vorochilov exposée à Sébastopol.